# La Légende du scorpion noir
Pour les articles homonymes, voir The Banquet.
Pour plus de détails, voir Fiche technique et Distribution.
La Légende du scorpion noir ( 夜宴, Ye Yan, The Banquet en anglais) est un film chinois de Feng Xiaogang. C'est une adaptation de Hamlet de William Shakespeare dans la Chine du Xe siècle, en version Kung fu et mettant en vedette Zhang Ziyi, Daniel Wu, Zhou Xun ou encore Ge You.

## Synopsis
C'est la fin de la dynastie Tang et la Chine est divisée. Le prince héritier, Wu Luan, est profondément amoureux de la noble Petite Wan. Cependant, son père, l'empereur, décide d'épouser Petite Wan. Wu Luan, profondément blessé, s'enfuit dans un théâtre lointain pour étudier les arts de la musique et de la danse. Peu de temps après le départ de Wu Luan, l'empereur est assassiné par son frère, Li. Le film commence lorsque l'impératrice Wan envoie des messagers au théâtre, informant Wu Luan que l'empereur est mort et que son oncle succèdera au trône. À l'insu de Wan, l'empereur usurpateur Li a déjà envoyé des cavaliers pour assassiner Wu Luan. Cependant, Wu Luan survit à l'attaque et revient au tribunal où il est rencontré par l'impératrice Wan et sa dame d'honneur Qing Nu, la fille du ministre Yin, qui est officiellement encore fiancée à Wu Luan.
La tension dans la cour impériale est élevée, et quand un fonctionnaire du palais, le gouverneur Pei Hong, salue l'impératrice Wan comme «impératrice douairière», lui et sa famille sont condamnés à une mort violente. Avec sa mort, le fils du ministre Yin, le général Yin Sun, est envoyé pour remplir son poste dans une province éloignée, affaiblissant grandement la position de Yin Taichang au sein de la cour. Wu Luan est invité par l'Empereur à effectuer une brève cérémonie d'épée, à pratiquer pour le couronnement à venir de l'Impératrice. Tout en s'entraînant avec des épées inoffensives, la garde impériale révèle soudainement des épées aiguisées et tente de tuer Wu Luan. La cérémonie est arrêtée par l'impératrice, qui implique que l'empereur essayait d'assassiner Wu Luan dans la cérémonie et de maquiller l'assassinat en accident. Plus tard dans ses appartements, un rouleau tombe mystérieusement du haut du balcon de Wu Luan, représentant son père assassiné par son oncle en lui soufflant du poison dans l'oreille. Wu Luan rencontre un apothicaire, qui révèle que le poison utilisé est fabriqué à partir de trioxyde d'arsenic et de scorpions noirs, et rien sur terre n'est plus toxique sauf "le cœur des hommes".
Pendant ce temps, l'impératrice Wan doit avoir une nouvelle cérémonie de couronnement. Comme un traitement spécial, Wu Luan est tenu d'effectuer une cérémonie de jeu d'épée. Au lieu de cela, en tant que chanteur et danseur accompli, Wu Luan met en scène un mime masqué qui expose son oncle comme le meurtrier de son père. L'Empereur est ébranlé, mais parvient à élaborer un plan pour se débarrasser de Wu Luan. Plutôt que de tuer le prince et risquer de s'aliéner l'impératrice Wan, il décide que Wu Luan sera échangé en otage contre le prince d'un royaume voisin, les Khitans, bien que l'on sache que le prince khitan déjà remis en otage aux Tang est un imposteur. Une embuscade est tendue par les hommes de l'empereur à la frontière neigeuse avec le royaume des Khitans au nord, mais le fils de Yin Taichang, Yin Sun, suivant le commandement de l'impératrice, sauve le prince.
Croyant que son neveu est mort et que le pouvoir est fermement entre ses mains, l'Empereur réclame un grand banquet. L'impératrice fait remarquer qu'il serait malchanceux d'organiser le banquet car l'occasion n'est pas propice, mais l'empereur prétend ne pas s'abandonner aux superstitions. L'Impératrice décide alors d'empoisonner l'Empereur en utilisant le même poison que celui utilisé pour tuer l'Empereur précédent. Tout se passe comme prévu jusqu'à ce que Qing Nu monte sur scène, prétendant avoir prévu une autre performance pour l'occasion, et en hommage à son fiancé qu'elle croit mort, elle porte son masque de théâtre. Le plan pour empoisonner l'empereur échoue alors que la coupe qu'il devait boire est offerte à Qing Nu par respect et en partie par pitié pour elle. À l'apogée de la danse, Qing Nu tombe morte sur scène, et Wu Luan se révèle pour la réconforter dans ses derniers instants. L'Empereur réalise avec horreur que l'Impératrice avait comploté sa mort. Après une confrontation avec Wu Luan, l'Empereur se suicide en buvant le reste du vin empoisonné qui lui est destiné. À la mort de l'empereur Li, l'impératrice proclame Wu Luan comme nouvel empereur. Cependant, Yin Sun, enragé par la mort de sa jeune sœur, tente de tuer l'impératrice pour venger sa sœur. Sa lame est arrêtée par la main de Wu Luan, et il déclare avec horreur que son arme était empoisonnée. L'impératrice le poignarde dans le cou, le tuant instantanément, mais Wu Luan s'est fatalement empoisonné dans le processus. L'impératrice Wan est proclamée impératrice régente par le Chambellan. Le ministre Yin est ensuite exilé, ayant perdu tout ce qu'il possédait avec la mort de ses enfants.
Dans la dernière scène, l'impératrice Wan saisit un tissu rouge vif et parle des «flammes du désir» qu'elle a rassasiées en prenant le trône et en écartant tous ceux qui auraient pu se mettre sur sa route. À travers ses réjouissances privées, elle est soudainement transpercée par une lame volante provenant d'une source inconnue. Comme elle agonise, elle se retourne pour faire face à son agresseur. Sa confusion se transforme en horreur et en angoisse, alors que la lame tombe dans un bassin de koï moussu et que l'eau absorbe le sang. Le film se termine brusquement, le public ne sachant pas qui était le mystérieux assaillant.

## Distribution
- Zhang Ziyi : l'Impératrice Wan
- Ge You : l'Empereur Li
- Daniel Wu : le Prince Héritier Wu Luan
- Zhou Xun : Qing
- Huang Xiaoming : le Général Yin Sun
- Ma Jingwu : le Ministre Yin Taichang
- Zhou Zhonghe : le Chambellan
- Zeng Qiusheng : le Gouverneur Pei Hong
- Xu Xiyan : Ling
- Liu Yanbin : le messager
- Ma Lun : l'apothicaire
- Xiang Bin : un membre de la garde impériale
- Cheng Chun-yue : un membre de la garde impériale
- Liu Tieyong : le secrétaire
- Cheung Lam : le bouffon
- Bo Bing : le bourreau
- Wang Yubo : le danseur au visage rouge
- Zhao Liang, Cui Kai, Fei Bo, Du Jingyi, Ou Siwei, Toyomi Yusuke, Takita Atsushi : les danseurs